# Dalibor Karvay
 (septembre 2008).
Si vous disposez d'ouvrages ou d'articles de référence ou si vous connaissez des sites web de qualité traitant du thème abordé ici, merci de compléter l'article en donnant les références utiles à sa vérifiabilité et en les liant à la section « Notes et références ».
Dalibor Karvay, né le 24 juillet 1985 en Slovaquie, est un musicien slovaque. Dalibor commence l'apprentissage du violon à l'âge de trois ans. Il étudie avec Boris Kuschnir au Conservatoire de Vienne et à l'Université de musique et d'art dramatique de Graz (de).
Il a gagné plusieurs prix internationaux : l’International Kocian-Competition en République tchèque en 1993, l’International Young Musicians Gathering en Argentine en 1996, le Concours Eurovision des jeunes musiciens en Allemagne en 2002 et le Tibor Varga Competition en Suisse en 2003.
Il s’est produit en Allemagne et Autriche avec l’English Chamber Orchestra, le Rundfunkorchester (de) et l’orchestre philharmonique de Bratislava.
Il a enregistré son premier disque à dix ans.